# Damla Sönmez
Damla Sönmez (Istanbul, 3 de maig de 1987) és una actriu de teatre, cinema i televisió turca. L'any 2009, a vint-i-dos anys, Sönmez fou guardonada com a millor actriu secundària a l'Antalya Film Festival pel seu paper a "Bornova Bornova". També va rebre el premi a la millor actriu al Festival Internacional de Milà el 2015 pel seu paper "Damla" a la pel·lícula "Deniz Seviyesi" (Nivell de mar).